# Diogo Andrada de Paiva (teologo)
Diogo Andrada de Paiva (Coimbra, 1528 – Lisbona, 1575) è stato un teologo portoghese.
Fratello di Francisco Andrada de Paiva e Thomé Andrada de Paiva e zio dell'omonimo letterato, insegnò a Coimbra e partecipò al concilio di Trento come messo del re Sebastiano I del Portogallo (1561). Fu apertamente cattolico e contrastò Martin Chemnitz nella sua Defensio Tridentinae fidei catholicae (1578).